# Kamal Adwan
Kamal Adwan (in arabo كمال عدوان‎?; Barbara, 1935 – Beirut, 10 aprile 1973) è stato un politico palestinese.
Kamāl ʿAdwān è nato nel 1935 nel villaggio di Barbara (in arabo بربرة‎?), vicino alla città di Ascalona (in arabo عسقلان‎?, ʿAsqalān), nell'odierno Israele. È stato uno dei principali leader politici palestinesi di al-Fath, prima di essere assassinato dagli israeliani a Beirut nel 1973.
Rifugiato con la sua famiglia nella Striscia di Gaza dopo la guerra del 1948, ha studiato in Egitto e si è laureato come ingegnere petrolifero lavorando in Arabia Saudita e Qatar. Ha partecipato al lancio del movimento di al-Fath ed è stato eletto al Comitato Centrale nel 1971. Successivamente è stato eletto membro del Consiglio nazionale palestinese nel 1963. Ha svolto un ruolo importante come responsabile per l'Ufficio della pubblica informazione dell'Organizzazione per la Liberazione della Palestina. Un commando israeliano lo ha assassinato il 10 aprile 1973 nell'ambito dell'Operazione Primavera di Gioventù. ʿAdwān era considerato un obiettivo insieme ad altri due leader palestinesi: Kamal Nasser e Abu Yusuf al-Najjar.